# Alfredo Acton
Pour les articles homonymes, voir Acton.
Alfredo Acton, né le 12 septembre 1867 à Castellammare di Stabia et mort le 26 mars 1934 à Naples, est un amiral italien. Il fut chef d’état-major de la marine royale italienne de 1919 à 1921 et de 1925 à 1927, et sénateur du Royaume en 1927.

## Biographie
Il descend d’une famille noble avec de grandes traditions, d’abord dans la marine royale du royaume des Deux-Siciles, et après 1860 dans la marine royale italienne. Son ancêtre John avait réformé la marine napolitaine en 1779. Son grand-père Carlo était général de brigade de la marine des Bourbons. Son père Ferdinando Acton était chef d’état-major de la marine italienne, et ministre de la Guerre en 1880. Les frères de son père, Emmerik et Guglielmo Acton (ce dernier ministre de la Marine dans le gouvernement de Giovanni Lanza), étaient également de brillants officiers de marine italiens, tandis que sa tante Laura (la sœur de son père) a épousé Marco Minghetti.
Alfredo Acton a participé à l’occupation de Massaoua (1885), à l’expédition internationale en Crète (1897), à la campagne de Chine après la révolte des Boxers (1900) et à la guerre italo-turque (1912). Pendant la Première Guerre mondiale, avec le grade de contre-amiral, il commande une division de croiseurs éclaireurs de la Regia Marina. Le 15 mai 1917, à la tête des forces navales italo-britanniques, il parvient à repousser dans la basse Adriatique lors de la bataille du détroit d'Otrante, une action de la marine austro-hongroise qui tente de forcer le blocus du barrage d'Otrante. Après la guerre, il occupe le poste de chef d’état-major de la Regia Marina de 1919 à 1921 et de 1925 à 1927. Il a été fait « baron Acton » en 1925. Il a été élu sénateur du Royaume en 1927.

## Hommages et distinctions

### Italiens
- Chevalier de l’ordre de la Couronne d'Italie (1900)
- Officier de l’ordre de la Couronne d’Italie (1910)
- Commandeur de l’ordre de la Couronne d’Italie (1914)
- Grand officier de l’ordre de la Couronne d’Italie (1919)
- Chevalier grand-croix de l’ordre de la Couronne d’Italie (1921)
- Chevalier de l’ordre des Saints-Maurice-et-Lazare (1908)
- Officier de l’ordre des Saints-Maurice-et-Lazare (1913)
- Commandeur de l’ordre des Saints-Maurice-et-Lazare (1919)
- Grand officier de l’ordre des Saints-Maurice-et-Lazare (1922)
- Chevalier grand-croix de l’ordre des Saints-Maurice-et-Lazare (1924)
- Officier de l’ordre militaire de Savoie (1919)

### Étrangers
- Grand officier de l’ordre national de la Légion d'honneur  France (1920)
- Grand officier de l’ordre du Sauveur  Grèce (1919)